# Rumble Fish
Rumble Fish is een Amerikaans filmdrama uit 1983 van regisseur Francis Ford Coppola. De film is gebaseerd op het gelijknamige boek van schrijfster S.E. Hinton. De hoofdrollen worden vertolkt door Matt Dillon en Mickey Rourke. De filmmuziek werd genomineerd voor een Golden Globe.

## Verhaal
Rusty James is een rebel. Hij is de leider van een kleine bende die bestaat uit z'n vrienden Smokey, B.J. Jackson en de wat schuchtere Steve. Rusty James probeert het leven te leiden van z'n oudere broer. Zijn broer is bekend onder de naam The Motorcycle Boy en was vroeger de leider van een bende. Hij is erg gevreesd in de buurt en vocht heel wat bendeoorlogen uit. Hij is het grote voorbeeld van zijn jongere broer Rusty James, ondanks het feit dat hij plots is verdwenen.
Op een dag keert The Motorcycle Boy terug. Rusty James is blij en volgt zijn broer als zijn schaduw. Ondertussen probeert Rusty James ook een relatie te starten met Patty, maar zij wil niet van hem weten nadat ze vernomen heeft dat hij haar bedrogen heeft. Ondertussen blijft Rusty James een leven leiden vol alcohol, sigaretten en straatgevechten.
Maar dan begint hij te merken dat z'n oudere broer veranderd is. Blijkbaar is hij een tijdje in Californië geweest en zijn daar z'n ogen opengegaan. The Motorcycle Boy leidt een destructief leven en zijn drankverslaafde vader hoopt dat Rusty James nooit wordt zoals hij. Maar Rusty James is naïef en ziet niet wat zijn oudere broer ziet. Ondertussen is zijn goede vriend Smokey een relatie begonnen met Patty en wordt hij van school gestuurd. Rusty James helpt zijn eigen toekomst om zeep, zoals zijn oudere broer dat ooit ook gedaan heeft.
The Motorcycle Boy beseft dit en begint aan een laatste wanhoopsdaad, die hij met z'n leven bekoopt. Net voor hij aan die daad begint, dwingt hij Rusty James om naar Californië te gaan. Wanneer Rusty James merkt dat z'n broer dood is, pakt hij de motor en vertrekt naar Californië.

## Rolverdeling
| Acteur             | Personage            |
| ------------------ | -------------------- |
| Matt Dillon        | Rusty James          |
| Mickey Rourke      | "The Motorcycle Boy" |
| Vincent Spano      | Steve                |
| Nicolas Cage       | Smokey               |
| Diane Lane         | Patty                |
| Dennis Hopper      | Vader                |
| Chris Penn         | B.J. Jackson         |
| Laurence Fishburne | Midget               |
| Tom Waits          | Benny                |
| Sofia Coppola      | Donna, Patty's zus   |
| Diana Scarwid      | Cassandra            |

## Thema
Tijd is een van de belangrijkste thema's van de film. Zo leeft Rusty James in het verleden, want hij blikt voortdurend met gevoel voor nostalgie terug op het leven van z'n broer. Terwijl The Motorcycle Boy beseft dat hij geen toekomst meer heeft. Symbolisch voor deze situatie is dan ook de scène waarin de twee broers voor een reuzegrote klok zonder wijzers staan. The Motorcycle Boy bevindt zich in het heden, tussen verleden en toekomst. Maar hij weet niet in welke richting het verleden ligt en welke richting de toekomst ligt. Eén ding is zeker: hij wil niet terug naar het verleden.
Kleur is een ander belangrijk thema. De film is op enkele beelden na volledig in zwart/wit gefilmd. The Motorcycle Boy is zowel letterlijk als figuurlijk kleurenblind. Hij ziet de wereld in zwart en wit, net zoals zijn broer Rusty. Maar Rusty vindt dit niet erg, terwijl The Motorcycle Boy hopeloos probeert om alles terug in kleur te zien. Het enige wat The Motorcycle Boy wel in kleur ziet, zijn de rumble fish (siamese gevechtsvissen). Deze vissen zijn zelfs in staat hun eigen spiegelbeeld aan te vallen (wat dan weer symbool staat voor het destructieve karakter van The Motorcycle Boy). Wanneer The Motorcyle Boy sterft, ziet Rusty James voor het eerst zijn eigen spiegelbeeld in kleur. Niet langer ziet hij zichzelf in zwart-wit, maar wel zoals hij echt is.

## Stijl
De stijl van de film is erg uniek. Naast het feit dat er in zwart/wit werd gefilmd (hetgeen in de jaren 80 een uitzondering was), zijn er ook nog andere zaken opmerkelijk. De film draait rond jeugdbendes en baseerde zich dan ook duidelijk op verscheidene bekende films over jeugdbendes zoals The Wild One (1953) en West Side Story (1961). De kledij van de film doet vooral denken aan de jaren 50, terwijl de motors uit de jaren 80 zijn. Hierdoor krijgt de film iets tijdloos (zie ook thema) en dus wordt de film niet enkel een studie over jeugdbendes uit een bepaalde periode, maar over jeugdbendes in het algemeen. Het is als het ware een soort van "meta-bendefilm".

## Trivia
- De dochter van regisseur Francis Ford Coppola, Sofia Coppola, speelt in de film een kleine bijrol.
- In hetzelfde jaar als Rumble Fish maakte Coppola ook de film The Outsiders (1983). Deze film is ook gebaseerd op een roman van schrijfster S.E. Hinton. Matt Dillon speelt in beide films een belangrijke rol.
- Francis Ford Coppola is de oom van Nicolas Cage, die in de film Smokey speelt.
- Omdat de geluidstechnici Mickey Rourke niet altijd konden verstaan, noemden ze deze film soms Mumble Fish.
- Tom Cruise kreeg de rol Rusty James aangeboden, maar kon niet omdat hij de hoofdrol in Risky Business (1983) ging spelen.
- Regisseur Coppola noemt dit een van z'n vijf beste films.